# Palatogobius grandoculus
Palatogobius grandoculus é uma espécie de peixe da família Gobiidae e da ordem Perciformes.

## Morfologia
- Os machos podem atingir 3,2 cm de comprimento total.
- Número de vértebras: 27.[4]

## Habitat
É um peixe marítimo e de águas profundas que vive entre 253-276 m de profundidade.

## Distribuição geográfica
É encontrado no Mar das Caraíbas: México.

## Observações
É inofensivo para os humanos.